# Orsiniové
Orsiniové (italsky Orsini) jsou římská šlechtická rodina, jež vzešla z římského rodu Bobonů a v letech 1100 až 1900 hrála významnou roli v italských dějinách. 

## Historie rodu
Roku 1629 se stali říšskými knížaty, roku 1724 pak papežskými knížaty a roku 1854 získali primogeniturně dědičný titul knížete římského (principe romano). Dodnes pokračující větev Orsini-Gravina získala roku 1560 papežský vévodský titul. V důsledku čtvrté křížové výpravy získali Orsiniové majetky i v Řecku.
Od pontifikátu Hyacinta Boboneho, který přijal jméno Celestýn III., se datuje boj rodu Orsiniů proti jiné mocné římské rodině Colonnů o vedoucí postavení v Římě.

## Gravinská větev

Znak větve Gravina

Větev Gravina, z názvu stejnojmenného města v Apulii, je jedinou přeživší linií Orsiniů. Její příslušníci jsou potomci Francesca († 1456), syna hraběte Carla z Bracciana. Většina jeho léna se nacházela v severním Laziu, ale v roce 1418 ho povolal Sergianni Caracciolo do boje proti jednotkám rodu Anjou, které porazil. Sňatkem získal titul hraběte z Graviny. Král Alfons mu udělil titul vévoda z Graviny. Tento titul byl definitivně přidělený jeho synovi Giacomovi († 1472) a byly k němu přidány hrabství Conversano, Campagna a Copertino. Dra Francescovi synové, Marino († 1471) a Giovanni Battista († 8. června 1476), byli tarantský arcibiskup, respektive velmistr Maltézského řádu.
Čtvrtý vévoda, Francesco, byl spolu se svými bratry Giuliem a Paolem součástí spiknutí proti Cesarovi Borgiovi, ale byli odhaleni a Francesco byl 18. ledna 1503 spolu se svým bratrem Paolem uškrcen k smrti. Jeden z jeho synovců, Flavio Orsini, byl v roce 1565 jmenován kardinálem. Pátému vévodovi Ferdinandovi (†  6. prosince 1549) byla Španěly zabavena všechna jeho léna, ale po zaplacení 40 000 scudi je získal zpět.
Po smrti vévody Michela Antonia, který neměl žádné dědice († 26. ledna 1627), přešly jeho pozemky na jeho bratrance Pietra Orsiniho, hraběte z Mura Lucana († 1641). Synovec Pietra, Pier Francesco, který se vzdal nástupnictví ve prospěch svého bratra Domenica, aby se mohl stal dominikánem, byl později zvolen papežem se jménem Benedikt XIII.
Tato větev rodu se v 18. století přestěhovala do Říma, kde se vévoda Domenico (23. listopadu 1790 – 28. dubna 1874) v roce 1823 oženil s Marií Luisou Torloniovou. V roce 1850 se stal ministrem války, generálporučíkem papežských armád a římským senátorem.
Knížecí rod v současnosti zastupuje kníže Domenico Napoleone Orsini, vévoda z Graviny (* 1948), který nemá žádné syny ani mužské potomky. Dědicem vévodství Gravina je tak jeho svobodný bratr don Benedetto Orsini (* 1956), po kterém následuje jeho bratranec princ Lelio Orsini d'Aragona (* 1981), jehož matkou je princezna Chetevan Bagration-Muchrani.

## Příbuzenství
Rod Orsiniů má být podle legendy příbuzensky spjatý s českým rodem Rožmberků. S touto teorií, či přesněji legendou, pravděpodobně přišel Oldřich II. z Rožmberka. Svou domněnku dokládal mimo jiné podobným erbem. Ačkoliv tři příslušníci rodu toto spojení v létech 1469–1481 skutečně potvrdili, je pravděpodobné, že šlo jen o výmysl sloužící ke zvýšení prestiže rodu Rožmberků.

## Papežové
Z rodiny Orsiniů pocházejí tři papežové, a sice:
- Celestýn III. (* okolo roku 1106 jako Hyacint Bobone; † 1198) papežem v letech 1191–1198
- Mikuláš III. (* mezi léty 1210 až 1220 jako Jan Křtitel Orsini; † 1280), papežem mezi roky 1277 a 1280
- Benedikt XIII. (* 1649 jako Petr František Orsini; † 1730), papežem v letech 1724–1730

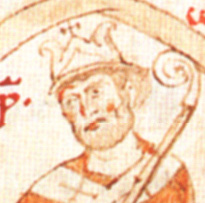
Celestýn III.
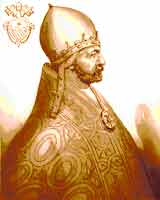
Mikuláš III.
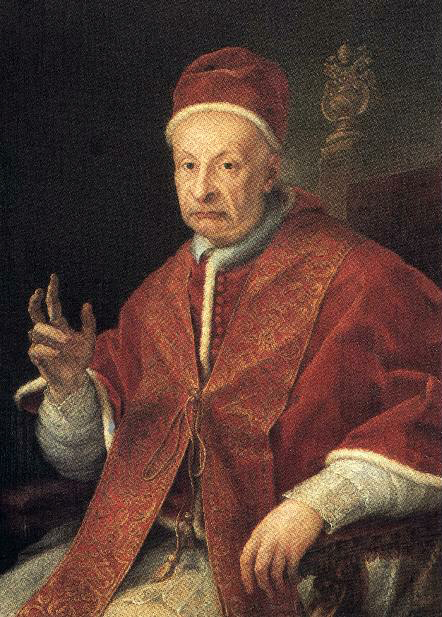
Benedikt XIII.

Kromě toho z rodu Orsiniů pocházelo mnoho kardinálů a několik světců.